# Bromeliohyla bromeliacia
Espèce
Synonymes
- Hyla bromeliacia Schmidt, 1933

Statut de conservation UICN

 LC  : Préoccupation mineure
Bromeliohyla bromeliacia est une espèce d'amphibien de la famille des Hylidae.

## Répartition
Cette espèce se rencontre entre 350 et 1 790 m d'altitude, :
- sur le versant Atlantique du Nord-Ouest de l'État du Chiapas au Mexique ;
- au centre et dans l'Est du Guatemala ;
- dans les montagnes Maya du Belize ;
- dans le Nord-Ouest du Honduras.

## Étymologie
Son nom d'espèce lui a été donné en référence à son habitat, les Broméliacées.

## Publication originale
- Schmidt, 1933 : New reptiles and amphibians from Honduras. Zoological Series of Field Museum of Natural History, vol. 20, p. 15-22 (texte intégral).